# Лучшие песни (альбом Александра Маршала)
Лучшие песни — сборник песен российского певца Александра Маршала, выпущенный в 2002 году. На диске представлено 15 композиций.

## Критика
Дмитрий Бебенин с сайта «Звуки.ру» посчитал, что за исключением треков «Погоди, постой» и «Ливень», «большая часть песен демонстрирует одно и то же настроение — настроение даже не умудренного опытом, а смертельно уставшего человека». По мнению рецензента, песня «Старый двор» «со слайд-гитарами и несколько путаным ритмом регги вносит некоторое разнообразие, но исправить общее впечатление уже не может». Также Дмитрий назвал обидным отсутствие песни «С днем рождения»: «Пускай она и созвучна работам позднего Рода Стюарта» — сказал рецензент. Он также посчитал, что «песни, задуманные, как аккуратный АОР со сдержанно порыкивающими гитарами и уютным, как огонь в камине, электроорганом, зачем-то разбавлены безвкусными электронно-танцевальными „фишками“». К таковым песням он отнёс трек «Улетаю вновь», в котором авторы П.Есенин и С.Патрушев «явно забыли, на кого работают в данный момент — в репертуаре Hi-Fi эта дешевенькая танцевалка была бы более уместна». Также Дмитрием была положительно оценена обложка альбома.

## Список композиций
| №   | Название          | Длительность |
| --- | ----------------- | ------------ |
| 1.  | «Орёл»            | 4:31         |
| 2.  | «Как тебя найти?» | 4:37         |
| 3.  | «Отпускаю»        | 3:46         |
| 4.  | «Улетаю вновь»    | 3:28         |
| 5.  | «Невеста»         | 4:52         |
| 6.  | «Старый двор»     | 4:20         |
| 7.  | «Ливень»          | 3:55         |
| 8.  | «Небо»            | 4:20         |
| 9.  | «Кто мы?»         | 5:39         |
| 10. | «Погоди, постой»  | 3:28         |
| 11. | «Уж ты прости»    | 3:49         |
| 12. | «Белый пепел»     | 5:42         |
| 13. | «Золотое время»   | 3:17         |
| 14. | «Прощай»          | 4:06         |
| 15. | «Начинаю сначала» | 3:49         |